# Bogovinje
Bogovinje (en macédonien : Боговиње ; en albanais : Bogovina) est une commune du nord-ouest de la Macédoine du Nord. Elle comptait 22 906 habitants en 2021, et s'étend sur 141,65 km2. Elle est majoritairement peuplée d'Albanais.
Bogovinje est entourée par les communes macédoniennes de Tetovo, Brvenica et Vrapčište ainsi que par le Kosovo. La commune se trouve dans la plaine du Haut-Polog et au pied des monts Šar qui la séparent du Kosovo à l'ouest. Sa partie montagneuse est très escarpée et compte notamment un lac d'origine glaciaire, appelé lac de Bogovinje.
La commune compte plusieurs villages en plus de son siège administratif, Bogovinje : Gorno Paltchichté, Gorno Sedlartsé, Dolno Paltchichté, Yelovyané, Kamenyané, Jerovyané, Novaḱé, Novo Selo, Pirok, Rakovets, Seltsé Ketch, Sinitchané et Ourvitch.

## Démographie
Lors du recensement de 2002, la commune comptait :
- Albanais : 27 614 (95,2 %)
- Turcs : 1 183 (4,1 %)
- Macédoniens : 37 (0,1 %)
- Autres : 163 (0,5 %)